# Ложное движение
«Ложное движение» (нем. Falsche Bewegung) — фильм 1975 года жанра «роуд-муви» немецкого кинорежиссёра Вима Вендерса по мотивам романа Гёте «Годы учения Вильгельма Мейстера». Вторая часть из трилогии Вендерса (другие фильмы — «Алиса в городах» (1974) и «С течением времени» (1976)). В главных ролях — Рюдигер Фоглер и Ханна Шигулла. Фильм стал кинодебютом Настасьи Кински, которая играла под настоящей фамилией Накшиньски.

## Сюжет
Послевоенная Германия. Вильгельм Мейстер (Рюдигер Фоглер), начинающий писатель, отправляется в Бонн. В поезде он знакомится с двумя странствующими артистами — участником Олимпийских игр 1936 года Лаэртом (Ханс Кристиан Блех) и его компаньонкой, немой девочкой Миньон (Настасья Кински). Лаэрт умеет играть на губной гармошке, а Миньон выполняет акробатические упражнения. Лаэрт — бывший нацист, которого мучают угрызения совести за то, что он убил еврея. Затем к ним присоединяется актриса Тереза (Ханна Шигулла) и поэт Ландау (Петер Керн). Вся компания совместно продолжает путешествие.
Участники останавливаются в доме промышленника (Иван Десни), испытывающего депрессию. Ночью Вильгельм Мейстер в поисках места для сна приходит в комнату Миньон, принимая её в темноте за Терезу. В постели Миньон начинает целовать его, однако получает пощёчину после того, как Вильгельм включил свет, заподозрив свою ошибку. Утром все рассказывают друг другу свои сны, и путешественники отправляются на прогулку. Вернувшись, они находят промышленника повесившимся. У компании портится настроение, и вскоре она распадается. Сначала их покидает Ландау, затем Вильгельм угрожает Лаэрту убийством, и тот убегает без Миньон. Вильгельм уезжает на Цугшпитце с ощущением, что «упускает что-то с каждым новым движением».

## Оценки

Настасья Кински в роли Миньон. Сцена в поезде

В сцене в поезде Вильгельм видит кровь на сиденье напротив, он решает, что у кого-то из носа шла кровь. Затем он видит Миньон, которая пристально смотрит на него и переводит взгляд на пятна крови, Вильгельм отворачивается в окно, Миньон продолжает смотреть на него. По мнению профессора Пола Коутса, в этой сцене режиссёра Вильгельм подавляет возможность женской сексуальности: кровь также могла быть менструальной.
Сцена в спальне с Миньон является аналогом эпизода из романа, когда главный герой уходит спать после пиршества. Во время ужина Вильгельм и Тереза договариваются, что ночью он придёт к ней в спальню. Вильгельм заходит в темноте в одну из комнат, он видит в постели женщину, раздевается, обнимает её, но понимает, что это не Тереза. Включив свет, он узнаёт Миньон и даёт ей пощёчину, однако затем прикасается к её щеке, словно заинтересованный ею. В фильме сцена на этом заканчивается, однако в печатном сценарии Петера Хандке она изложена иначе: Вильгельм выходит из комнаты, но, передумав, возвращается обратно, после паузы выходит Миньон и идёт в комнату к Лаэрту. Эффект неопределённости здесь меньше: не остаётся сомнений в эротических намерениях Миньон, под вопросом лишь, что в действительности произошло между персонажами. По мнению профессора литературы Теренса Кейва, разница предопределена выбором актрисы — решение представить Миньон просвещённой в сексуальном плане девушкой неизбежно меняет исходные условия загадочной сцены в спальне в оригинальном романе Гёте.

## В ролях
- Рюдигер Фоглер — Вильгельм Мейстер
- Ханна Шигулла — Тереза
- Ханс Кристиан Блех — Лаэрт
- Настасья Кински (под настоящей фамилией Накшиньски) — Миньон
- Петер Керн — Ландау
- Лиза Крейцер — Жанин
- Иван Десни — промышленник
- Марианна Хоппе — мать Вильгельма
- Адольф Ханзен — проводник в поезде

## Награды
Создатели и актёры фильма были награждены немецкой кинопремией Deutscher Filmpreis (1975).
- лучший актёрский состав (актёры) — Рюдигер Фоглер, Ханс Кристиан Блех, Петер Керн и др.
- лучший актёрский состав (актрисы) — Ханна Шигулла, Настасья Кински и др.
- лучший оператор — Робби Мюллер
- лучший сценарий — Петер Хандке
- лучший режиссёр — Вим Вендерс
- лучший монтаж — Петер Пшигода
- лучшая музыка — Юрген Книпер